# نیروی دریایی نیجریه
نیروی دریایی نیجریه (انگلیسی: Nigerian Navy) نیروی دریایی زیرمجموعه نیروهای مسلح نیجریه است، که در سال ۱۹۵۶ تأسیس شد.